# High five

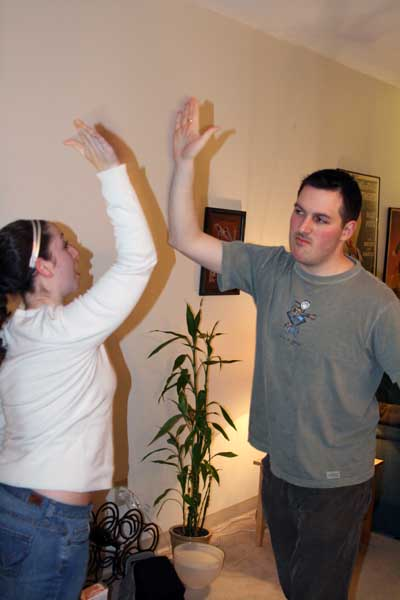
Twee personen die elkaar een high five geven.

Een high five, letterlijk "hoge vijf", is een handgebaar dat een zekere triomf uitdrukt en komt voor wanneer twee mensen simultaan een hand opsteken ter hoogte van het hoofd en het vlak van elkaars handpalm tegen elkaar duwen, slaan of laten glijden. Het gebaar gaat meestal vooraf door de zin "High five" of "Geef me de vijf". De oorsprong van de high five is een punt van controverse.
In de Verenigde Staten van Amerika, waar dit gebaar zeer populair is, wordt sinds 2002 de derde donderdag van april gevierd als National High-Five Day. Dit begon als actie van studenten van de Universiteit van Virginia, maar kreeg in de daaropvolgende jaren steeds bredere populariteit.

## Oorsprong
De oorsprong van het gebaar zou bij de sport liggen, meer specifiek bij Amerikaans basketbal. Het gebruik van de term als zelfstandig naamwoord werd in 1980 opgenomen in het Oxford English Dictionary en in 1981 als werkwoord. Het gebaar ontleent zijn naam aan de vijf ("five") vingers van een hand die omhoog ("high") worden gestoken.
Volgens een artikel gepubliceerd op de website van Outsports werd de eerste high five in de Major League Baseball gegeven door Dusty Baker en Glenn Burke van de Los Angeles Dodgers in 1977. Dit wordt tegengesproken door Lmont Sleets, die basketbal speelde aan de Murray State University en beweert de high five voor het eerst gebruikt te hebben in de jaren 60. Het basketbalteam de Louisville Cardinals worden algemeen beschouwd als degene die het gebaar zo bekend hebben gemaakt door het frequente gebruik ervan gedurende hun wedstrijden in 1980 waarbij ze uiteindelijk landskampioen werden dat jaar.

## Varianten
Naast de standaard-high five bestaan er verschillende varianten. Zo is er ook de "low five", waarbij de hand van de initiator niet omhoog ter hoogte van het hoofd wordt gehouden, maar laag en met de handpalm naar boven. Dit gebruik is al bekend sinds de jaren 40 en stond bekend in het Afro-Amerikaans-Engels als "giving skin" of "slapping skin". In de film The Jazz Singer uit 1927 is de acteur Al Jolson te zien wanneer hij een low five uitvoert om het nieuws over een Broadwayauditie te vieren. Dit gebaar lag aan de basis voor een wijdverspreid gebruik in sport en populaire cultuur.
Een ander gerelateerd gebaar, de "high ten", vereist dat de initiator beide handen opsteekt.